# Capitaine (poisson)
Pour les articles homonymes, voir Capitaine.
Taxons concernés
- Voir textemodifier

Le nom vernaculaire « capitaine » peut désigner en français plusieurs espèces différentes de poissons :
- Capitaine, nom donné à des poissons du genre Lethrinus, de la famille des Lethrinidae
- Capitaine, autre nom donné à tort à la Perche du Nil (Lates niloticus)
- Capitaine à bandes orange
- Capitaine baxou
- Capitaine blanc
- Capitaine bossu
- Capitaine créole
- Capitaine empereur
- Capitaine gris - Gymnocranius griseus
- Capitaine gueule longue
- Capitaine gueule rose
- Capitaine honteux
- Capitaine jaune - Bodianus rufus
- Capitaine lentilles
- Capitaine mashena
- Capitaine olive
- Capitaine pissa
- Capitaine à queue jaune
- Capitaine de roche - Bodianus rufus
- Capitaine rouge
- Capitaine royal
- Capitaine saint-pierre
- Capitaine strié - Gnathodentex aureolineatus
- Capitaine tatoué - Gymnocranius grandoculis
- Capitaine tidents - Lethrinus microdon
- Capitaine-du-port - Diagramma pictum, aux Seychelles
- Empereur capitaine - Lethrinus erythracanthus
- Faux-capitaine - Galeoides decadactylus
- Gros capitaine - Polydactylus quadrifilis
- Labre capitaine - Lachnolaimus maximus
- Perroquet capitaine - Chlorurus enneacanthus
- Petit capitaine - Galeoides decadactylus
- etc.